# Złota Szpilka
Złota Szpilka – nagroda redakcji polskiego ilustrowanego tygodnika satyrycznego „Szpilki” przyznawana corocznie za najlepsze rysunki w dwóch kategoriach: satyra i humor. W obu kategoriach przyznawano także „Srebrne Szpilki” i „Brązowe Szpilki”. „Złotą Szpilkę z Wawrzynem” otrzymywały osoby szczególnie zasłużone w dziedzinie humoru i satyry.

## Laureaci Złotej Szpilki
- 1962 – Złota Szpilka – Mieczysław Voit[1]
- 1966 – Złota Szpilka – Mieczysław Piotrowski
- 1967 – Złota Szpilka – Karol Ferster, Jerzy Flisak, Maja Berezowska – z Wawrzynem
- 1968 – Złota Szpilka – Mieczysław Piotrowski
- 1971 – Złota Szpilka z Wawrzynem – Karol Ferster
- 1972 – Złota Szpilka – Zygmunt Zaradkiewicz, Jerzy Flisak, Eryk Lipiński – z Wawrzynem
- 1973 – Złota Szpilka – Kabaret TEY[2], Jerzy Srokowski – z Wawrzynem
- 1977 – Złota Szpilka z Wawrzynem – Mieczysław Piotrowski
- 1979 – Złota Szpilka – Janusz Kapusta
- 1982 – Złota Szpilka – Andrzej Maziarski
- 1983 – Złota Szpilka z Wawrzynem – Szymon Kobyliński
- 1984 – Złota Szpilka – Krzysztof Konopelski
- 1986 – Złota Szpilka – Szczepan Sadurski
- 1987 – Złota Szpilka – Krzysztof Konopelski
- 1988 – Złota Szpilka z Wawrzynem – Zbigniew Lengren
- 1991 – Złota Szpilka – Henryk Sawka

## Opolska Złota Szpilka
Oprócz wymienionych nagród redakcja „Szpilek”, wspólnie z opolskim Klubem Związków Twórczych, przyznawała z okazji Krajowego Festiwalu Piosenki Polskiej w Opolu tzw. „Opolską Złotą Szpilkę” jej laureatami byli:
- 1971 – Tadeusz Chyła
- 1972 – Salon Niezależnych (kabaret)
- 1973 – Kabaret Tey
- 1974 – Kabaret Elita